# 拉拉讷 (上比利牛斯省)
拉拉讷（法語：Lalanne，法語發音：[lalan]）是法国上比利牛斯省的一个市镇，属于塔布区。

## 地理
拉拉讷（43°16'3"N, 0°34'35"E）面积6.56 平方千米，位于法国奧克西塔尼大區上比利牛斯省，该省份为法国西南部内陆省份，北至热尔省，西接大西洋比利牛斯省，南与西班牙接壤，东临上加龙省。
与拉拉讷接壤的市镇（或旧市镇、城区）包括：贝特贝兹、热斯河畔布洛涅、让萨克德布洛涅、德韦兹、普伊、泰尔姆马尼奥阿克、维勒米尔。

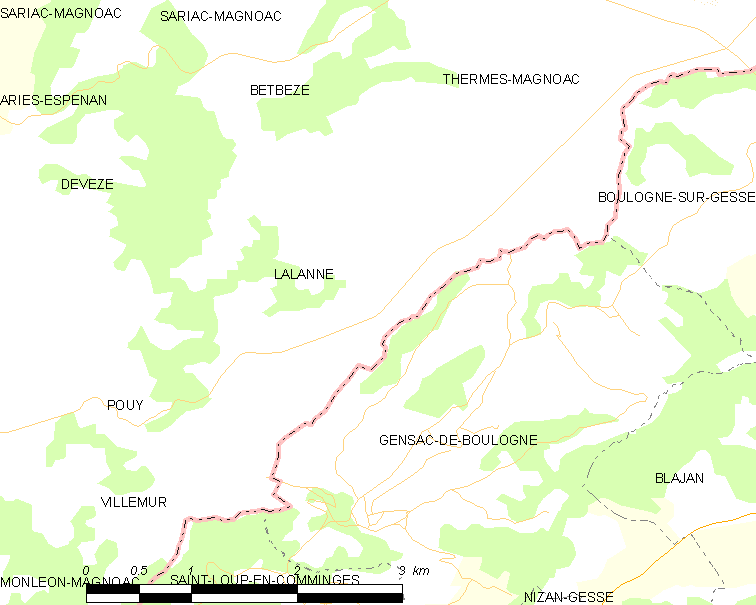
的OSM定位图

拉拉讷的时区为UTC+01:00、UTC+02:00（夏令时）。

## 行政
拉拉讷的邮政编码为65230，INSEE市镇编码为65249。

## 政治
拉拉讷所属的省级选区为山丘县。

## 人口

1962-2008年间人口变化图示

拉拉讷于2022年1月1日时的人口数量为100人。